# Вольский, Владимир Казимирович
Влади́мир Казими́рович Во́льский (23 (11) июня 1877, Тамбов, Российская империя — 4 октября 1937, Казахская ССР, СССР) — русский и советский политический деятель конца XIX — начала XX века, один из видных эсеров.

## Биография
Из дворян, сын землевладельца, чиновника. Отец Казимир Казимирович Вольский (3 сентября 1843 — 1913) — присяжный поверенный в Тамбовском окружном суде. Мать — Елизавета Леопольдовна (ур. Вильке) (26 апреля 1858 — 1924). Брат Михаил Казимирович (21 февраля 1876, Тамбов — 1962), сестра Юлия Казимировна (1894 — 1980) в замужестве — Олексевич. Жена — дочь статского советника Мария Павловна Красникова.
Окончил Тамбовскую гимназию (1894), учился на физико-математическом факультете Московского университета, был исключён. Поднадзорный с 1897, социал-демократ, с 1903 — в партии социалистов-революционеров (ПСР). В 1902 был выслан в Вятку, эмигрировал.
В 1904 тайно вернулся в Россию, был уполномоченным ЦК ПСР на Кавказе. В 1905 был арестован в Тамбове и выслан в Вятскую губернию. В 1908 был осуждён на 3 года крепости и выслан в Вологодскую губернию.
С 1911 г. жил в Москве, работал в «Народном Банке» и занимался созданием под прикрытием «Народного банка» боевых групп эсеров. Во время первой мировой войны высылался в Кашин и Кострому.
В 1917 г. — председатель Тверской губернской земской управы, один из руководителей Тверского Совета рабочих и солдатских депутатов, председатель губкома ПСР. Вместе с братом был избран депутатом Учредительного собрания, участник заседания 5 января 1918. Был объявлен контрреволюционером, подлежащим немедленному аресту. Ушел в подполье и ЦК ПСР командировал его в Поволжье и на Урал для организации восстания против большевиков.
После создания в Самаре Комуча стал его председателем (июнь — сентябрь 1918). Участвовал в Уфимском государственном совещании в сентябре 1918 г., в сентябре — ноябре 1918 г. — председатель Съезда членов Всероссийского Учредительного Собрания. После колчаковского переворота 18 ноября 1918 г. выпустил обращение «Ко всем народам России», в нем объявил об избрании из среды КОМУЧа Комитета, ответственного перед Съездом членов Всероссийского Учредительного Собрания, в который вошел и сам. Вольский поручил этому комитету ликвидировать заговор. Был арестован в Екатеринбурге по личному желанию солдатами и офицерами 25 горнострелкового имени адмирала Колчака полка, бежал с помощью чехословаков, ушел в антиколчаковское подполье.
После того, как Красная армия овладела Уфой в июне 1919 г. оставшаяся в городе группа членов ЦК партии эсеров (Вольский, К. С. Буревой, Н. И. Ракитников и другие) — так называемая Уфимская делегация — начала переговоры с Уфимским ревкомом о совместных действиях против Колчака. ЦК ПСР отрицательно отнесся к идее переговоров и квалифицировал действия уфимской делегации как предательство по отношению к партии. Тем не менее, уфимская делегация не отказалась от своей позиции и образовала группу «Народ» (по названию издававшейся ею газеты). Члены группы «Народ» настаивали на полном отказе от вооруженной борьбы с большевиками, ссылаясь на опыт Комуча, который, по их мнению, показал, что такая борьба «неизбежно послужит торжеству реакции».
В конце октября ЦК ПСР постановил распустить группу «Народ», а её лидерам было сделано последнее предупреждение с угрозой исключения из партии. Однако группа отказалась выполнить решение о своем роспуске и заявила, что выходит из партии, оставляя за собой право апеллировать к ближайшему партийному съезду. Она приняла название Меньшинство партии социалистов-революционеров (МПСР) и сформировала Центральное организационное бюро МПСР, в которое вошли К. С. Буревой, В. К. Вольский, И. С. Дашевский, Л. А. Либерман и Н. П. Смирнов. В выступлениях Вольского и Буревого на VII и VIII Всероссийских Съездах Советов в декабре 1919 и декабре 1920 г. говорилось о необходимости привлечения к советской власти всей демократии, пересмотра функций ЧК, пересмотра положений Конституции РСФСР (ввод положений о всеобщем избирательном праве, праве слова для трудящихся, праве свободы печати, собраний, гарантий от внесудебных расправ для трудящихся, предоставления свободы действий тем социальным и политическим партиям, которые не ведут борьбу против Советской власти).
Во время Кронштадтского восстания в марте 1921 г. по инициативе члена Центрального бюро МПСР М. А. Гинзбурга был создан «Политцентр» как, якобы, будущее правительство, в который вошли два члена ЦБ МПСР, в том числе Вольский. Другие члены ЦБ предложили исключить Вольского из МПСР и провести партийное следствие по делу «Политцентра».
В марте 1922 г. ГПУ раскрыло «Политцентр», изъяв в ходе обысков и арестов в том числе материал партийного следствия. Вольский был арестован и отправлен в Пертоминский лагерь, в 1923 году — в СЛОН, затем был сослан в Семипалатинск.
Вновь был арестован в феврале 1937 г. 22 сентября 1937 года Сталиным, Молотовым и Ждановым подписан «Список лиц, подлежащих суду Военной коллегии Верхсуда Союза ССР» (Казахская С. С. Р.), в котором Вольскому присвоена 1-я категория (расстрел). Расстрелян по приговору выездной сессии Военной коллегии Верховного суда СССР за принадлежность к «антисоветской террористической организации». Реабилитирован в 1991 году.

## Сочинения
- Доклад В. К. Вольского на Морозовской фабрике в мае 1917 года. — Тверь, 1917. — 20 с.
- Вольский В. К. Программа и тактика Партии социалистов-революционеров. — Тверь, 1917. — 80 с.